# Kerko
Kerko [kärkå] (finska: Kerkkoo) är en tätort i Borgå stad (kommun) i landskapet Nyland i Finland. Fram till 1997 låg Kerko i Borgå landskommun. Vid tätortsavgränsningen den 31 december 2021 hade Kerko 669 invånare och omfattade en landareal av 4,38 kvadratkilometer.